# Herminia nyctichroa
Herminia nyctichroa là một loài bướm đêm trong họ Noctuidae.